# نهر متشري (نصار)
نهر متشري (بالفارسية: نهرمچری) هي قرية تقع في إيران في قسم نصار الريفي. يقدر عدد سكانها بـ 342 نسمة .